# ماته نمس
ماته نیمش (به صربی: Мате Немес) (زادهٔ ۲۱ ژوئیهٔ ۱۹۹۳) یک کشتی‌گیر اهل صربستان در دستهٔ ۶۷ کیلوگرم کشتی فرنگی است. او قهرمان مسابقات قهرمانی کشتی جهان در سال ۲۰۲۲ و دارندهٔ مدال برنز این مسابقات در ۲۰۱۹، برندهٔ مدال برنز بازی‌های اروپایی ۲۰۱۹ و قهرمان مسابقات قهرمانی کشتی اروپا در ۲۰۲۱ است. وی سابقه حضور در المپیک ۲۰۲۴ پاریس را دارد.

## فعالیت‌های حرفه ای

### مسابقات قهرمانی کشتی جهان ۲۰۱۹
نمس در وزن ۶۷ کیلوگرم کشتی فرنگی مسابقات قهرمانی کشتی جهان ۲۰۱۹ نورسلطان حاضر بود که در مسابقه اول و دوم کریستوف برگر از اتریش و لئوس درمولا از اسلواکی را شکست داد اما در مسابقه بعد به آرتم سورکوف از روسیه باخت و با توجه به حضور این کشتی‌گیر در فینال، به دیدار شانس مجدد رفت. او در مراحل شانس مجدد آندریاس وتش از سوئیس را شکست داد و به دیدار رده‌بندی رسید. وی در این دیدار فردریک بیرهوس از دانمارک را شکست داد و مدال برنز وزن ۶۷ کیلوگرم را بدست آورد.

### قهرمانی کشتی جهان ۲۰۲۲
نمس در وزن ۶۷ کیلوگرم کشتی فرنگی قهرمانی کشتی جهان ۲۰۲۲ بلگراد شرکت کرد، او در این مسابقات آشو بازارد از هند، مورات فیرات از ترکیه، ماتیو برینتک از لهستان و حسرت جعفروف از آذربایجان را شکست داد و به فینال رسید. وی در فینال محمدرضا گرایی از ایران را شکست داد و مدال طلا را به دست آورد.

### قهرمانی کشتی جهان ۲۰۲۳
نمس در وزن ۶۷ کیلوگرم کشتی فرنگی قهرمانی کشتی جهان ۲۰۲۳ بلگراد شرکت کرد، او در این مسابقات کوان مین-سئونگ از کره جنوبی و وینایاک پاتیل از هند را مغلوب کرد اما در مسابقه بعد به لوئیس اورتا از کوبا باخت و با توجه به حضور این کشتی‌گیر در فینال، به دیدار شانس مجدد رفت. او در مرحله شانس مجدد میهای میهات از رومانی را شکست داد و به دیدار رده‌بندی رسید. وی در این دیدار امانتور اسماعیل‌اف از قرقیزستان را شکست داد و مدال برنز را بدست آورد.